# Morlun
Morlun est un super-vilain de l'univers de Marvel Comics. Il apparaît pour la première fois dans le comic book The Amazing Spider-Man vol.2 #30, en 2001. Il est connu pour être un adversaire de Spider-Man et est au centre des sagas Spider-Man : L'Autre et Spider-Verse.

## Biographie du personnage
Morlun est un être mystique vampirique originaire de la Terre-001 (anciennement Terre-000). Il fait partie d'une fratrie composée de dix frères et sœurs Daemos, Jennix, Verna, Karn, Brix, Bora, Thanis, Malos et Mortia. Ils sont nommés les Héritiers et ont pour but de se nourrir des forces totémiques de l'univers, c'est-à-dire tout être étant lié à un animal, comme Spider-Man.
Étant particulièrement attirés par les avatars du totem de l'araignée, les Héritiers, attaquèrent l'être connu sous le nom du Tisserand (Master Weaver, en anglais), chargé de veiller sur la Toile de la Vie et de la Mort. Cependant, lorsque le jeune frère de Morlun, Karn, hésita, leur mère fut frappée par le Tisserand et effacée de l'existence. Les Héritiers remportèrent malgré tout le combat. Ils asservirent le Tisserand et commencèrent à utiliser son pourvoir afin de voyager à travers les réalités. Mais avec la disparition de leur mère, la fratrie se sépara.
Il y a plusieurs décennies, Morlun s'est rendu sur la Terre-616 pour y chassé un Spider-Totem nommé Ezekiel Sims, ce dernier réussi à lui échapper. Ezekiel entreprend des recherches sur Morlun et met au point des mesures pour protéger les générations futures de Spider-Totems, tels que Cindy Moon et Peter Parker, en leur expliquant le côté totémique de leurs pouvoirs, et en les avertissant de Morlun.
Un jour, il rencontre Peter Parker et le prend en chasse, jouant avec le jeune homme comme un chat avec une souris. La traque dura quelques jours, et Spider-Man échappa de peu à la mort, grâce à l'aide d'Ezekiel.
Spider-Man réussit à prélever un échantillon d'ADN de Morlun et découvrit que ce dernier portait en lui chaque gène du royaume animal. Il attira l'être dans une centrale nucléaire et s'injecta une dose massive de radiations qui le rendirent très faible mais ne le tuèrent pas. Morlun tenta de vampiriser Parker mais fut brûlé par les radiations. Blessé, il demanda grâce à Spider-Man, jurant qu'il cherchait juste à survivre. Mais le serviteur de Morlun lui tira dessus, et le chasseur tomba en poussière.
Morlun revint à la vie quelque temps plus tard, rôdant autour de Spider-Man et le menaçant. Il attendit le bon moment et attaqua le Tisseur, s'apprêtant à boire son essence, après lui avoir crevé un œil. Mais l'arrivée de la police le força à fuir.
Spider-Man fut transféré à l'hôpital, et Morlun l'y suivit. L'Homme-Araignée était surveillé par les Vengeurs, mais Morlun parvint à s'infiltrer dans sa chambre. Là, il agressa Mary Jane. Peter, transformé par une soudaine mutation, arracha la gorge de Morlun, qui redevint poussière.
Plus tard, lors de la période Dark Reign, Morlun fut ressuscité par une secte mystique. Il attaqua le royaume de l'Homme-Singe et le tua en absorbant sa force vitale.
Plus tard, Solus décida d'exterminer totalement les totems araignées. Pour lutter contre les Héritiers, les Spider-Men se rassemblent et forment la Spider Armée. Ensemble, ils gagnent la guerre et abandonnent Morlun et sa famille dans un univers post-guerre nucléaire très radioactif et mortel pour eux. Ils survécurent en se réfugiant dans un bunker anti-atomique et en mangeant des araignées.
Morlun, toujours en vie, attend le jour où il pourra se venger et enfin tuer Spider-Man.

## Pouvoirs et capacités
- Morlun est un humanoïde vieux de plusieurs siècles, pouvant drainer la force vitale par contact physique. Grâce à ce pouvoir de vampirisme, il devient plus fort et stoppe son vieillissement.
- Il peut absorber la force de tout super-être mais a une préférence pour les personnes possédant une part d'ADN animal. Une victime entièrement consommée est réduite en cendres.
- Quand Morlun touche une personne, l'empreinte de sa proie est copiée, et il peut la retrouver partout sur Terre.
- La force et la rapidité de Morlun sont assez élevées pour égaler, voire dépasser celles de Spider-Man. Il est capable d'escalader facilement des immeubles et de faire des bonds entre eux, avec une grande facilité.

## Apparitions dans d'autres médias

### Jeux vidéo
- 2014 : Morlun apparaît en tant que boss dans Spider-Man Unlimited au côté de son père et de ses frères. Il est exprimé par Travis Willingham[3].
- 2015 - 2016 : Morlun apparaît comme boss dans Marvel Avengers Alliance[4].